# Стафіл
Стафі́л (грец. Staphylos) — син Діоніса (варіанти: Тесея, Еномая) й Аріадни, аргонавт, батько Ройо, Молпадії та Партенос.